# Râul Valea Adâncă, Sinești
- Pentru alte râuri omonime, vedeți pagina Râul Valea Adâncă (dezambiguizare).

Râul Valea Adâncă este un curs de apă, afluent al râului Sinești. 